# Vanessa Marcil
Vanessa Marcil, właściw. Sally Vanessa Ortiz (ur. 15 października 1968 w Indio) – amerykańska aktorka, najbardziej znana z ról w serialach: Szpital miejski i Las Vegas.

## Życiorys
Urodziła się jako najmłodsze z czworga dzieci Petera Ortiza i Patricii Marcil. 

## Życie prywatne
W sierpniu 1988 poznała aktora Coreya Feldmana. 
6 sierpnia 1989 wyszła za niego za mąż. 1 stycznia 1993 rozwiedli się.
W 2009 roku poznała aktora Carmine Giovinazzo, znanego z serialu CSI: Kryminalne zagadki Nowego Jorku. 
11 lipca 2010 pobrali się. W sierpniu 2012 Marcil wystąpiła o rozwód z powodu niezgodności charakterów. 
22 sierpnia 2012 doszło do separacji. 18 marca 2013 rozwód został sfinalizowany.

## Kariera
Początkowo występowała w produkcjach teatralnych. W 1992 roku zdobyła rolę Brendy Barrett w operze mydlanej ABC Szpital miejski, za którą zdobyła trzy nominacje do Daytime Emmy Award (w 1997, 1998 i 2003). W 1998 roku zdobyła rolę Giny w serialu Beverly Hills, 90210. Od 2002 roku ponownie występuje w Szpitalu miejskim. Ponadto w roku 2008 wcielała się w postać Josie Scotto w serialu NBC Szminka w wielkim mieście.

## Filmografia
- 1996: Twierdza jako Carla Pestalozzi
- 1992–98: Szpital miejski jako Brenda Barrett
- 1998–2000: Beverly Hills, 90210 jako Gina Kincaid
- 2001: Spin City jako Crazy Kara
- 2001: Nowojorscy gliniarze jako detektyw Carmen Olivera
- 2002–2003: Szpital miejski jako Brenda Barrett
- 2003: Nowojorscy gliniarze jako detektyw Carmen Olivera
- 2003–2008: Las Vegas jako Sam Marquez
- 2004–2005: Jordan w akcji jako Sam Marquez
- 2008: Szminka w wielkim mieście jako Josie Scotto
- 2009: Bez śladu jako Kim Marcus
- 2010–2011: Szpital miejski jako Brenda Barrett
- 2012: Hawaii Five-0 jako dr Olivia Victor
- 2013: Szpital miejski jako Brenda Barrett
- 2014: Hell’s Kitchen